# Список персонажей Final Fantasy IX

## Главные герои
Главную роль в Final Fantasy IX играют восемь основных персонажей:
- Зидан Трайбал — оптимистичный и очень дружелюбный парень. Хороший друг и выдающийся боец. Член группы разбойников под названием "Танталус". Пришёл в банду, когда был бездомным ребёнком, и нашёл приют у Баку. Большое внимание уделяет женскому полу;
- Гарнет Тил Александрос XVII (по прозвищу Даггер — Кинжал) — принцесса Александрии, которая имеет необъяснимую связь с эйдолонами;
- Виви Орнитир — загадочный маленький человечек, предрасположенный к чёрной магии;
- Адальберт Штайнер — капитан военного подразделения «Рыцари Плутона», а также охранник замка Александрии и лично принцессы Гарнет;
- Фрея Кресцент — рыцарь-драгун из города Бурмеция;
- Квина Квин — представитель расы ку-а-лардж, отправленный в путешествие мастером Ку для изучения кулинарных рецептов разных стран;
- Эйко Кэрол — шестилетняя девочка, живущая в деревне Мадайн Сари, руинах древней столицы призывателей, последняя из рода эйдолонов, не считая Даггер;
- Амарант Корал — мрачный охотник за головами, ударившийся в преступность после обвинения в воровстве, которое совершил Зидан.

Важными персонажами также являются:
- Регент Сид Фабул IX — харизматичный лидер королевства Линдблюм;
- Бранэ — деспотичная королева Александрии, приёмная мать Гарнет;
- Генерал Беатрис — брутальный лидер женщин-рыцарей Александрии;
- Куджа — главный антагонист, противник всего мира.

Также по ходу игры будут встречаться второстепенные персонажи, которые непосредственно играют определённую роль в сюжете.
Во время разработки авторы уделяли большое внимание именно персонажам. Возвращение к корням сильно сказалось на них, внешний вид приобрёл оттенок комичности. Уэмацу говорил по этому поводу, что для достижения комичности пришлось пожертвовать реалистичностью. Поэтому разработчики особенно тщательно старались проработать персонажей, так как опасались, что фанатам, привыкшим к реализму Final Fantasy VIII, может не понравиться такая трактовка.

### Квина
Квина Квин (クイナ・クゥエン Quina Quen) — играбельный персонаж консольной ролевой игры Final Fantasy IX. Является представителем расы гермафродитов ку-а-лардж. Мастер Куал отправляет его\её в путешествие по миру для изучения новых рецептов приготовления пищи. Большую часть жизни, проведя в отлучении от всего мира среди камышовых болот, Квина разговаривает на ломаном языке и с трудом выражает свои мысли короткими фразами. Главной особенностью Квины является способность использовать Синюю магию, добытую из съеденных врагов. Вся философия Квины заключается лишь в том, что он\она знает: «на свете есть вещи, которые можно есть, и есть вещи, которые есть нельзя». Любимым лакомством Квины являются лягушки, которые населяют все камышовые болота Гайи. С ними в игре даже связан один из побочных квестов.
Заполучить Квину в свою команду можно уже на первом диске. Для этого нужно проследовать в Болота Ку, расположенные вблизи Драконьих Ворот Линдблюма, в дом Квины и Каула. Но если он\она не была получена на первом диске, то на втором он\она присоединится в обязательном прядке, так как это будет необходимо для нахождения секретного подземного прохода на Внешний Континент (без этого дальнейший прогресс в игре невозможен).
В отличие от остальных героев, Квина путешествует не для того, чтобы спасти мир, а для пополнения своего списка рецептов кулинарных блюд. Поэтому он\она абсолютно равнодушно относится ко всем драматическим событиям в игре. Тем не менее, в боях Квина сражается с должной храбростью и никогда не отказывает в помощи.
Квина привносит в игру достаточно большую порцию юмора. В некоторых событиях он\она разряжает обстановку своими неуклюжими действиями и репликами. Наличие такого весёлого персонажа было необходимо для более яркого выражения комичной атмосферы Final Fantasy IX.
Далее в игре Зидан, Виви и Квина могут посетить жилище Куана (вблизи Трено, где вырос Виви), там Квина найдёт целую комнату с множеством неизученной еды. Выйдя из дома, партия встретит призрак Куана, который проведёт беседу с Квиной. Он раскритикует мастера Куала за то, что тот слишком буквально передал Квине смысл поиска новых «вкусностей». В конце игры Квина становится шеф-поваром в Замке Александрии.
Оружием Квины в многочисленных боях являются разнообразные вилки и ножи: серебряные, мифриловые и т. д. Самую сильную вилку он\она получает после поедания сотни лягушек и победы над мастером Куалом.
Квина может съесть ослабленного противника, переняв его магию и пополнив тем самым свой ассортимент Синей Магии (Blue Magic). Для того, чтобы удачно съесть врага, у него должно быть около 10 % HP. В состоянии Транса Квина может съесть врага даже при 30 % НР. Также Квина может съедать даже некоторых боссов.
Квина может использовать способности, заключённые в экипируемых предметах. Эти способности активизируются Камнями Способности, которые Квина получает по мере возрастания уровня.

## Другие важные персонажи
Королева Бранэ (англ. Queen Brahne)
Толстая Королева Александрии — приёмная мать принцессы Гарнет/Даггер. Когда принцессе исполнилось 15 лет и король Александрии умер, она стала видеть Куджу во дворце. В связи с кончиной Короля Королева стала меняться в худшую сторону. На самом деле Куджа убедил Королеву приступить к созданию армии чёрных магов для начала войны на Туманном континенте с Бурмецией, Линдблюмом и Клейрой. Также Куджа поведал о способности «Призывания» её приёмной дочери, что только подлило огня к жадности и алчности Королевы, так как эти способности принцессы давали ей возможность поставить на колени все королевства без особых усилий.
По приказу Брахне два придворных шута Зорн и Торн должны были извлечь эйдолонов из принцессы, и выставить принцессу как изменщицу Александрии. При помощи Зидана и других героев принцесса сбегает из дворца, но на пути они встречают придворного рыцаря Беатрис, которой повелено казнить принцессу. Зидан объясняет Беатрис, что Королева несколько не в себе, и это она призвала Одина для уничтожения Клейры. Беатрикс некоторое время мучается внутренним конфликтом, но присоединяется к главному герою в борьбе с солдатами Александрии.
Позже, у древа Иифа Бранэ, попытавшись уничтожить Куджу, призовёт Багамута, но тот, управляемый Куджей, сметёт армию Александрии вместе с кораблём Королевы. На пляже принцесса Гарнет найдёт умирающую Бранэ, и та, осознав, что была пешкой в руках Куджи и творила зло направо и налево, попросит прощения у Гарнет за свои дела и благополучно отправится в мир иной. С тех пор Куджа становится главным врагом.
На протяжении всей игры Куджа относится к Брахне как к пешке, исполняющей его приказы. Бранэ призывает трёх эйдолонов на протяжении игры: Один был вызван из тёмной материи, чтобы разрушить царство Клейра; Атомос был вызван при попытке уничтожения Линдблюма; Багамута вызвали у дерева Иифа, чтобы убить Куджу. Все эти эйдолоны первоначально принадлежали принцессе Гарнет, но были насильственно извлечены Зорном и Торном по распоряжению королевы.